# L'ostacolo
L'ostacolo è un cortometraggio muto italiano del 1915 diretto da Baldassarre Negroni.